# Carlo Rancati
Carlo Luigi Rancati (Milán, 28 de abril de 1940-Milán, 22 de noviembre de 2012) fue un deportista italiano que compitió en ciclismo en la modalidad de pista, especialista en la prueba de persecución por equipos.
Participó en los Juegos Olímpicos de Tokio 1964, obteniendo una medalla de plata en la prueba de persecución por equipos (junto con Franco Testa, Vincenzo Mantovani y Luigi Roncaglia). Ganó una medalla de plata en el Campeonato Mundial de Ciclismo en Pista de 1964, en la misma disciplina.

## Medallero internacional
| Juegos Olímpicos   | Juegos Olímpicos | Juegos Olímpicos | Juegos Olímpicos            |
| Año                | Lugar            | Medalla          | Competición                 |
| ------------------ | ---------------- | ---------------- | --------------------------- |
| 1964               | Tokio (Japón)    | Medalla de plata | Persecución por equipos     |
| Campeonato Mundial |                  |                  |                             |
| Año                | Lugar            | Medalla          | Competición                 |
| 1964               | París (Francia)  | Medalla de plata | Persecución por equipos (A) |